# Sergej Kopljakov
Sergej Viktorovitj Kopljakov (ryska: Сергей Викторович Копляков), född 23 januari 1959 i Orsja, är en före detta sovjetisk simmare.
Kopljakov blev olympisk guldmedaljör på 200 meter frisim vid sommarspelen 1980 i Moskva.